# Strongyloderus
Strongyloderus is een geslacht van rechtvleugeligen uit de familie sabelsprinkhanen (Tettigoniidae). De wetenschappelijke naam van dit geslacht is voor het eerst geldig gepubliceerd in 1834 door Westwood.

## Soorten
Het geslacht Strongyloderus  is monotypisch en omvat slechts de volgende soort:
- Strongyloderus serraticollis (Westwood, 1834)